# Primera División (Costa Rica)
La Primera División costaricana, nota anche come Liga Promerica per ragioni di sponsorizzazione, è la massima serie maschile del campionato costaricano di calcio.
Organizzata e amministrata dall'UNAFUT, la prima edizione del torneo risale al 1921. La formula del torneo è variata più volte e quella attuale, caratterizzata da tornei Apertura e Clausura, è stata introdotta nel 2017. La squadra più titolata è il Saprissa, vincitrice del campionato per 40 volte.
La posizione della Primera División nel ranking CONCACAF determina il numero delle squadre costaricane qualificate per le competizioni continentali. Al termine della stagione 2021-2022 il campionato costaricano occupa il 3º posto nel ranking CONCACAF. Al 2020 il campionato costaricano occupa il 41º posto del ranking mondiale dei campionati stilato annualmente dall'IFFHS e il 3º posto a livello continentale, risultando uno dei campionati di calcio più competitivi dell'America settentrionale e centrale.

## Formula
La formula con la quale si è disputato il torneo sin dalla prima edizione è cambiato varie volte. Dalla prima edizione nel 1921 al 1970 il campionato è stato disputato prevalentemente con la formula del girone unico, con incontri di andata e ritorno, assegnando il titolo alla squadra prima classificata. Nel 1971 è stata introdotta una doppia fase e il titolo veniva assegnato in una finale tra le squadre vincitrici delle singole fasi; la seconda fase è stata strutturata in differenti maniere nel corso delle stagioni. Nella stagione 1997-1998 è stata introdotta la formula del campionato di Apertura e Clausura col titolo assegnato in una finale tra le squadre vincitrici del torneo d'Apertura e di Clausura. Nel 2007 venne deciso di assegnare il titolo di campione della Costa Rica al termine di ciascun torneo che compone il campionato, ridenominando i tornei in Invierno e Verano con riferimento alla stagione dell'anno nel corso della quale il campionato veniva disputato. Nel 2017 il nome dei tornei è tornato ad essere Apertura e Clausura.
Il campionato è suddiviso in due parti: Apertura e Clausura. Il torneo di Apertura inizia nel secondo semestre dell'anno solare, in genere tra luglio e agosto, mentre il torneo di Clausura nel primo semestre, di solito a gennaio.
Dalla stagione 2022-2023 diversamente dalle edizioni precedenti, nel torneo di Apertura, composto di tre fasi e complessive 22 giornate, le 12 squadre partecipanti sono suddivise in due gruppi denominati A e B. Nella prima fase, chiamata fase regular, in ciascun girone ogni squadra affronta le altre 5 due volte, per un totale di 10 giornate; di seguito, in un terzo turno ciascuna squadra affronta le squadre dell'altro girone, per ulteriori 6 giornate. Alla seconda fase accedono le prime due classificate in ciascun girone, e in semifinale ciascuna prima classificata affronta la seconda dell'altro girone. Alla terza fase accedono la squadra vincitrice della seconda fase e la squadra prima classificata nella classifica aggregata stilata al termine della prima fase; le due squadre si affrontano in una finale con partite di andata e ritorno e la vincitrice è dichiarata campione del torneo d'Apertura. Se la squadra vincitrice della seconda fase è anche la vincitrice della prima fase, allora la terza fase non viene disputata e viene assegnato il titolo direttamente.
Anche il torneo di Clausura si compone di tre fasi, ma nella prima fase, anch'essa chiamata fase regular, le 12 squadre si affrontano in un girone unico, con incontri di andata e ritorno per un totale di 22 giornate. Alla seconda fase accedono le prime quattro classificate al termine della prima fase e in semifinale la prima affronta la quarta e la seconda la terza. Alla terza fase accedono la squadra vincitrice della seconda fase e la squadra prima classificata nella prima fase; le due squadre si affrontano in una finale con partite di andata e ritorno e la vincitrice è dichiarata campione del torneo di Clausura. Anche in questo caso, se la squadra vincitrice della seconda fase è anche la vincitrice della prima fase, allora la terza fase non viene disputata e viene assegnato il titolo direttamente.
Accedono alla CONCACAF League tre squadre: la vincitrice dell'Apertura, la vincitrice del Clausura e la migliore posizionata nella classifica aggregata generale, comprensiva dei due tornei, e non vincitrice dei due tornei.

## Squadre partecipanti
Alla stagione 2022-2023 prendono parte 12 squadre.
| Club               | Città                    | Stadio                                   |
| ------------------ | ------------------------ | ---------------------------------------- |
| Alajuelense        | Alajuela                 | Stadio Alejandro Morera Soto             |
| Cartaginés         | Cartago                  | Stadio José Rafael Fello Meza Ivankovich |
| Guadalupe          | Guadalupe                | Stadio José Joaquín Fonseca              |
| Guanacasteca       | Nicoya                   | Stadio Chorotega                         |
| Herediano          | Herediano                | Stadio Eladio Rosabal Cordero            |
| Municipal Grecia   | Grecia                   | Stadio Allen Riggioni                    |
| Pérez Zeledón      | San Isidro de El General | Stadio municipale                        |
| Puntarenas         | Puntarenas               | Stadio Miguel Ángel Pérez                |
| San Carlos         | Quesada                  | Estadio Carlos Ugalde Álvarez            |
| Santos de Guápiles | Guápiles                 | Stadio Ebal Rodríguez                    |
| Saprissa           | San Juan                 | Stadio Ricardo Saprissa Aymá             |
| Sporting San José  | Pavas                    | Stadio Ernesto Rohrmoser                 |

## Albo d'oro
Viene riportato l'albo d'oro dl campionato costaricano. Fra parentesi è indicato il numero di titoli conquistati.
- 1921:  Herediano (1º)
- 1922:  Herediano (2º)
- 1923:  Cartaginés (1º)
- 1924:  Herediano (3º)
- 1925:  La Libertad (1º)
- 1926:  La Libertad (2º)
- 1927:  Herediano (4º)
- 1928:  Alajuelense (1º)
- 1929:  La Libertad (3º)
- 1930:  Herediano (5º)
- 1931:  Herediano (6º)
- 1932:  Herediano (7º)
- 1933:  Herediano (8º)
- 1934:  La Libertad (4º)
- 1935:  Herediano (9º)
- 1936:  Cartaginés (2º)
- 1937:  Herediano (10º)
- 1938:  Orión (1º)
- 1939:  Alajuelense (2º)
- 1940:  Cartaginés (3º)
- 1941:  Alajuelense (3º)
- 1942:  La Libertad (5º)
- 1943:  Univ. de Costa Rica (1º)
- 1944:  Orión (2º)
- 1945:  Alajuelense (4º)
- 1946:  La Libertad (6º)
- 1947:  Herediano (11º)
- 1948:  Herediano (12º)
- 1949:  Alajuelense (5º)
- 1950:  Alajuelense (6º)
- 1951:  Herediano (13º)
- 1952:  Saprissa (1º)
- 1953:  Saprissa (2º)
- 1954: Non disputato
- 1955:  Herediano (14º)
- 1956: Non disputato
- 1957:  Saprissa (3º)
- 1958:  Alajuelense (7º)
- 1959:  Alajuelense (8º)
- 1960:  Alajuelense (9º)
- 1961 Asofutbol:  Herediano (15º)
- 1961 Fedefutbol:  Carmelita (1º)
- 1962:  Saprissa (4º)
- 1963:  Uruguay de Coronado (1º)
- 1964:  Saprissa (5º)
- 1965:  Saprissa (6º)
- 1966:  Alajuelense (10º)
- 1967:  Saprissa (7º)
- 1968:  Saprissa (8º)
- 1969:  Saprissa (9º)
- 1970:  Alajuelense (11º)
- 1971:  Alajuelense (12º)
- 1972:  Saprissa (10º)
- 1973:  Saprissa (11º)
- 1974:  Saprissa (12º)
- 1975:  Saprissa (13º)
- 1976:  Saprissa (14º)
- 1977:  Saprissa (15º)
- 1978:  Herediano (16º)
- 1979:  Herediano (17º)
- 1980:  Alajuelense (13º)
- 1981:  Herediano (18º)
- 1982:  Saprissa (16º)
- 1983:  Alajuelense (14º)
- 1984:  Alajuelense (15º)
- 1985:  Herediano (19º)
- 1986:  Municipal Punt. (1º)
- 1987:  Herediano (20º)
- 1988:  Saprissa (17º)
- 1989:  Saprissa (18º)
- 1990: Non disputato
- 1991:  Alajuelense (16º)
- 1992:  Alajuelense (17º)
- 1992-1993:  Herediano (21º)
- 1993-1994:  Saprissa (19º)
- 1994-1995:  Saprissa (20º)
- 1995-1996:  Alajuelense (18º)
- 1996-1997:  Alajuelense (19º)
- 1997-1998:  Saprissa (21º)
- 1998-1999:  Saprissa (22º)
- 1999-2000:  Alajuelense (20º)
- 2000-2001:  Alajuelense (21º)
- 2001-2002:  Alajuelense (22º)
- 2002-2003:  Alajuelense (23º)
- 2003-2004:  Saprissa (23º)
- 2004-2005:  Alajuelense (24º)
- 2005-2006:  Saprissa (24º)
- 2006-2007:  Saprissa (25º)
- Invierno 2007:  Saprissa (26º)
- Verano 2008:  Saprissa (27º)
- Invierno 2008:  Saprissa (28º)
- Verano 2009:  Liberia Mía (1º)
- Invierno 2009:  Brujas (1º)
- Verano 2010:  Saprissa (29º)
- Invierno 2010:  Alajuelense (25º)
- Verano 2011:  Alajuelense (26º)
- Invierno 2011:  Alajuelense (27º)
- Verano 2012:  Herediano (22º)
- Invierno 2012:  Alajuelense (28º)
- Verano 2013:  Herediano (23º)
- Invierno 2013:  Alajuelense (29º)
- Verano 2014:  Saprissa (30º)
- Invierno 2014:  Saprissa (31º)
- Verano 2015:  Herediano (24º)
- Invierno 2015:  Saprissa (32º)
- Verano 2016:  Herediano (25º)
- Invierno 2016:  Saprissa (33º)
- Verano 2017:  Herediano (26º)
- Apertura 2017:  Pérez Zeledón (1º)
- Clausura 2018:  Saprissa (34º)
- Apertura 2018:  Herediano (27º)
- Clausura 2019:  San Carlos (1º)
- Apertura 2019:  Herediano (28º)
- Clausura 2020:  Saprissa (35º)
- Apertura 2020:  Alajuelense (30º)
- Clausura 2021:  Saprissa (36º)
- Apertura 2021:  Herediano (29º)
- Clausura 2022:  Cartaginés (4º)
- Apertura 2022:  Saprissa (37º)
- Clausura 2023:  Saprissa (38º)
- Apertura 2023:  Saprissa (39º)
- Clausura 2024:  Saprissa (40º)
- Apertura 2024:  Herediano (30º)
- Clausura 2025:  Herediano (31º)

## Statistiche

### Titoli per squadra
| Club                | Titoli | Anni |
| ------------------- | ------ | --- |
| Saprissa            | 34     | 1952, 1953, 1957, 1962, 1964, 1965, 1967, 1968, 1969, 1972, 1973, 1974, 1975, 1976, 1977, 1982, 1988, 1989, 1993-94, 1994-95, 1997-98, 1998-99, 2003-04, 2005-06, 2006-07, Invierno 2007, Verano 2008, Invierno 2008, Verano 2010, Verano 2014, Invierno 2014, Invierno 2015, Invierno 2016, Clausura 2018, Clausura 2020, Clausura 2021, Apertura 2022, Clausura 2023, Apertura 2023, Clausura 2024 |
| Herediano           | 31     | 1921, 1922, 1924, 1927, 1930, 1931, 1932, 1933, 1935, 1937, 1947, 1948, 1951, 1955, 1961 Asofutbol, 1978, 1979, 1981, 1985, 1987, 1992-93, Verano 2012, Verano 2013, Verano 2015, Verano 2016 , Verano 2017, Apertura 2018, Apertura 2019, Apertura 2021, Apertura 2024, Clausura 2025 |
| Alajuelense         | 30     | 1928, 1939, 1941, 1945, 1949, 1950, 1958, 1959, 1960, 1966, 1970, 1971, 1980, 1983, 1984, 1991, 1992, 1995-96, 1996-97, 1999-00, 2000-01, 2001-02, 2002-03, 2004-05, Invierno 2010, Verano 2011, Invierno 2011, Invierno 2012, Invierno 2013, Apertura 2020 |
| La Libertad         | 6      | 1925, 1926, 1929, 1934, 1942, 1946 |
| Cartaginés          | 4      | 1923, 1936, 1940, Clausura 2022 |
| Orión               | 2      | 1938, 1944 |
| Univ. de Costa Rica | 1      | 1943 |
| Carmelita           | 1      | 1961 Fedefutbol |
| Uruguay de Coronado | 1      | 1963 |
| Municipal Punt.     | 1      | 1986 |
| Brujas              | 1      | Invierno 2009 |
| Municipal Liberia   | 1      | Verano 2009 |
| Pérez Zeledón       | 1      | Apertura 2017 |
| San Carlos          | 1      | Clausura 2019 |